# Olios helvus
Olios helvus là một loài nhện trong họ Sparassidae.
Loài này thuộc chi Olios. Olios helvus được Eugen von Keyserling miêu tả năm 1880.